# Hendungen
Hendungen település Németországban, azon belül Bajorországban. Lakosainak száma 851 fő (2023. december 31.).

## Népesség
A település népessége az elmúlt években az alábbi módon változott:
| Lakosok száma | 606  | 836  | 748  | 1023 | 942  | 913  | 896  | 887  | 863  | 851  |
|               | 1875 | 1950 | 1975 | 1987 | 2012 | 2014 | 2016 | 2017 | 2021 | 2023 |